# Multi-crew pilot license
Multi-crew pilot license (MPL) je letecké oprávnění založené na klíčových dovednostech potřebných pro pilotování moderních dopravních letadel. Před samotným započetím kurzu musí žadatel projít velmi zevrubným výběrovým řízením, jehož výsledkem bude rozhodnutí, zda je daný kandidát potenciálním úspěšným absolventem kurzu MPL. Celý vstupní screening je sestavěn tak, aby vybral skutečně jen ty nejlepší, vyhovující požadavkům budoucích zaměstnavatelů, na jejichž objednávku je kurz pořádán.
V současnosti je možné absolvovat výcvik v České republice pouze ve výcvikovém centru Czech Aviation Training Centre na letišti Václava Havla v Praze.

## MPL - Kurz teorie
Základní teoretický kurz obsahuje 750 hodin na úrovni ATPL(A), plus cca 100 hodin obecné a letecké angličtiny. Tento počet zahrnuje hodiny na učebně, computer-based training, e-learning (s využitím systému pro správu a kontrolu postupu studenta ve studiu) apod.
Počet hodin je však závislý čistě na požadavcích budoucího zaměstnavatele studentů MPL.

## Kurz anglického jazyka
Obecná angličtina – cílem kurzu je dosáhnout takové úrovně znalosti obecné angličtiny, že student nebude mít problémy se započetím kurzu teorie ATPL.
Letecká angličtina – tento kurz má za cíl prohloubit jazykové znalosti studenta a obohatit je o leteckou odbornou terminologii tak, aby byl student schopen dosáhnout minimálně stupně 4 mezinárodní jazykové stupnice ICAO.
Po skončení kurzu obdrží kadeti certifikát se zmíněným dosaženým stupněm.

## ATPL(A) Teorie
Výuka na učebně
Výuka na učebně pokrývá všech 14 předmětů ATPL(A) v rozsahu přesahujícím 100 hodin, kdy každý předmět je vyučován profesionálem v daném oboru. Tato výuka je vždy následována samostudiem přes e-learning.

### Progress Testy
Tyto musí studenti coby nedílnou součást kurzu úspěšně složit na samostatné webové stránce. Svou konstrukcí se podobají testům, jaké kadety potkají při zkouškách na Úřadě civilního letectví. Princip je jednoduchý: student se přihlásí svým uživatelským jménem a heslem a na obrazovce se mu objeví seznam postupových testů v pořadí, v jakém mají být vypracovány.

### Crew Resource Management
Cílem kurzu Crew Resource Management je naučit budoucí posádky letadel správně komunikovat a vylepšovat své interpersonální dovednosti. Důraz je zde tedy dáván na důležité netechnické aspekty pilotní profese, mezilidské vztahy a součinnost posádky s cílem optimalizovat její výkonnost a maximalizovat bezpečnost provozu.

### Kurz součinnosti vícečlenné posádky (MCC)
Tento kurz rozvíjí veškeré podstatné dovednosti týmové spolupráce v prostředí vícepilotního provozu a učí zvládat role úspěšných team-leaderů, stejně jako role členů týmu. V praxi mají piloti za letu striktně rozdělené role na pilota letícího a pilota neletícího (monitorujícího), a protože zvládat musí obě tyto role, je kurz koncipován prakticky tak, že se studenti naučí postupy obou zmíněných rolí.

## MPL Praktický výcvik

### Fáze 1
Ačkoliv je celá první fáze létána na malém jednomotorovém pístovém letounu a pokrývá obsah kurzu soukromého pilota (PPL), je třeba ji s PPL nezaměňovat. První fáze MPL je, stejně jako celé MPL, postavena na dovednostech pilota (nikoliv na potřebě nalétat určité pensum hodin).

### Fáze 2
Ve druhé fázi přichází řada na simulátorové létání, konkrétně na létání v trenažéru FNPT II ATR, s praktickou aplikací principů MCC. Piloti se zde učí, jak zvládat pilotáž vícemotorového letounu a jak létat čistě podle přístrojů, ve vícepilotním prostředí. V porovnání s klasickou cestou skýtá tato fáze výtečnou možnost získat zkušenosti v tomto druhu provozu už v počátečních stádiích výcviku.

### Fáze 3
Třetí fáze ještě nemusí nutně připravovat na konkrétní typ letadla. Její součástí je Jet Orientation Course, který je v optimálním případě prováděn na stejném typu letadla, na jakém bude prováděn i typový výcvik. Studenti se zde naučí zvládat normální i nouzové situace.

### Fáze 4
Čtvrtá fáze navazuje na předchozí a poskytuje dostatek času na zevrubné nacvičování zvládání abnormálních a nouzových situací, k jejichž nácviku by ve standardním kurzu nebyl takový dostatek časových možností.
Souhrnně lze říci, že třetí a čtvrtá fáze dohromady tvoří jednotku obsahově takřka čtyřnásobně přesahující klasický typový výcvik.

## Base training
Base training, praktický výcvik přistávání s dopravním letadlem coby součást kurzu MPL zahrnuje 12 vzletů a přistání.

## Line training
Line training představuje určitý počet letů již na pravidelných linkách s cestujícími na palubě. MPL je jediným výcvikem svého druhu, který obsahuje line training jako neoddělitelnou součást.